# BeamNG.drive
 (mai 2023).
BeamNG.drive est un jeu de simulation de véhicules en temps réel développé et édité par la startup BeamNG et qui fonctionne sous Microsoft Windows et de manière expérimentale sous Linux.

## Développement
Originellement, BeamNG.drive est basé sur le moteur graphique CryEngine 3, mais son implémentation a engendré des bugs, obligeant ensuite à passer au moteur Torque.
BeamNG lance son site web en août 2012 dans le but de commencer à relayer l'actualité du développement du simulateur.
Le jeu fait l'objet d'un vote positif pour le Steam Greenlight en février 2014,.
Entre septembre 2014 et février 2015, les développeurs de BeamNG.drive ont sorti une version expérimentale optionnelle pour le public. Le jeu sort sur Steam en accès anticipé le 29 mai 2015.

## Système de jeu
Le joueur peut piloter et accidenter de nombreux types de véhicules sur plusieurs environnements différents. Le jeu implémente son moteur physique soft-body autant pour le contrôle de la dynamique du véhicule que pour le contrôle des collisions entre objets et véhicules, qui sont réalistes, précis, destructibles et à la physique totalement dynamique,,.

## Critiques
Dans un article de BBC Autos, l'auteur déclare : « BeamNG has received interest from the film industry to model vehicle stunts, so that they can be prototyped and tested exhaustively – but cheaply – before a stunt driver smashes up a car on set. ». (« BeamNG a soulevé l'intérêt de l'industrie cinématographique en raison de la possibilité de simuler des cascades de véhicules, afin qu'elles puissent être testées exhaustivement - mais à bon marché - avant qu'un cascadeur ne brise effectivement une voiture. »)